# A sumer Jób

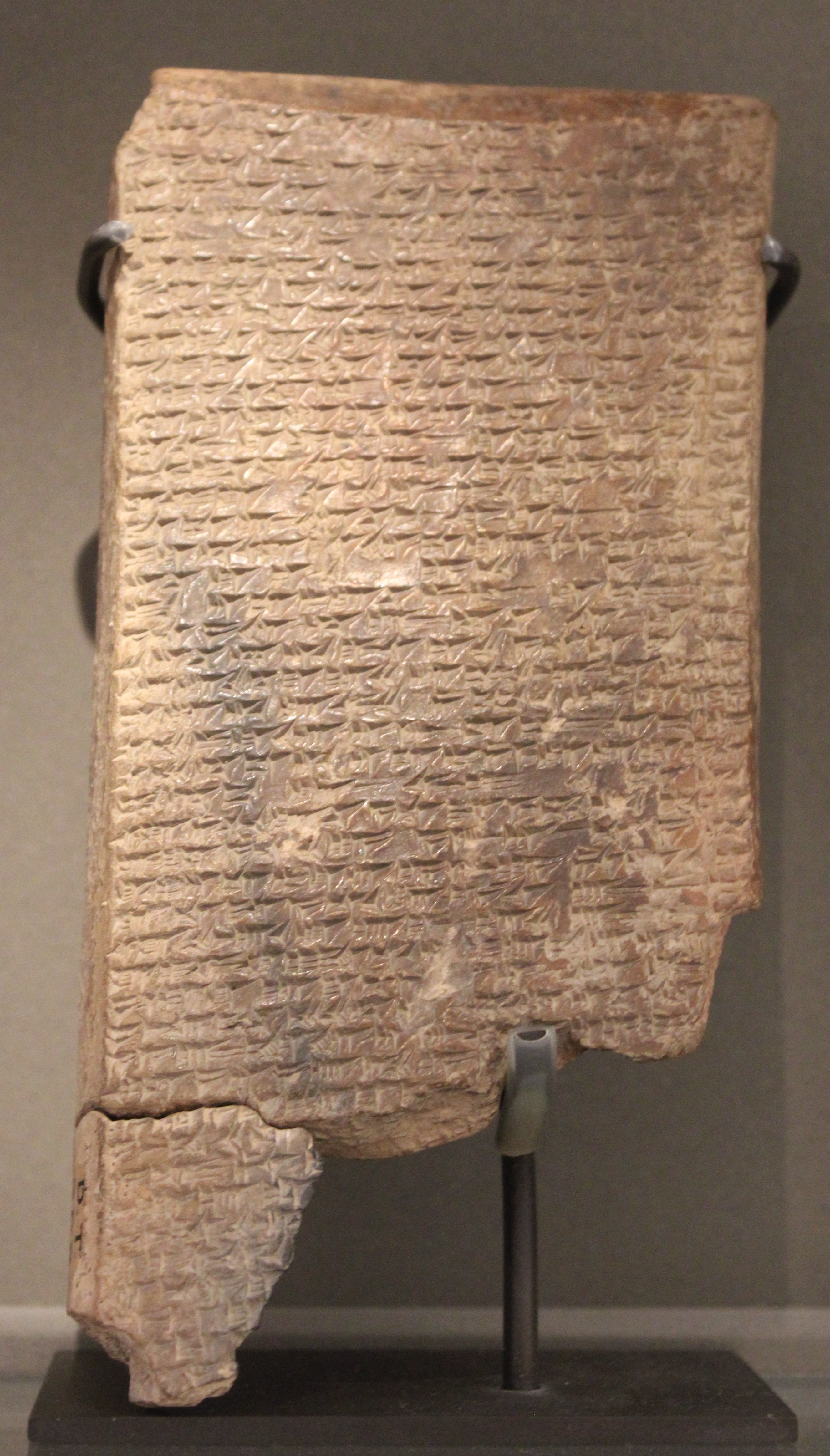
történet másolata Ninivéből, Kr. e. 7. századból. Louvre Múzeum (letét a British Museumtól

(Dicsérni fogom a Bölcsesség Urát), angolul Az igaz szenvedő költeményeként (The Poem of the Righteous Sufferer) is ismert, egy mezopotámiai költemény ( ANET, pp. 434–437) akkád nyelven íródott, amely egy Šubši-mašrâ-Šakkan (Shubshi-meshre-Shakkan) elszomorodott ember igazságtalan szenvedésének problémájával foglalkozik. A szerzője gyötrődik, de nem tudja az okát, miért. Hűséges volt minden egyes istenennel szembeni kötelességében. Azt feltételezi, hogy talán ami jó az embernek, az rossz az isteneknek és fordítva.  Végső soron megszabadul szenvedéseitől.: 440 Azt feltételezik, hogy a babiloni-Maruttaš kasszita király uralkodása idején keletkezett (i.e. 1307–1282 körül), akit a IV. tábla 105. sora említ.
A vers négy táblára íródott kanonikus formában, és 480 sorból állt. A vers alternatív nevei közé tartozik az Igazságos Szenvedő verse vagy a sumér/babilóniai Jób. William Moran szerint a mű egy hálaadó himnusz Marduknak a betegségből való felépülésért.
A vers első (de mára elavult) kiadását W. G. Lambert adta ki 1960-ban (újranyomtatva 1996-ban). Amar Annus és Alan Lenzi 2010-ben szerkesztette a vers új kiadását a Neo-assyrian Text Corpus Project számára.  Ezt a kötetet Asszír Állami Levéltár ékírásos szöveg 7 (SAACT 7) néven adták ki. Az új kiadás Wiseman, George és Al-Rawi, Horowitz és Lambert táblagépeit, valamint számos más, a Brit Múzeum kiadatlan táblagépét tartalmazza.

## A források
Egy Nippurban előkerült agyagtábla egy bizonyos Šubši-mašrâ-Šakkan hírnökének adott gabonaadagokat sorolja fel Nazi-Marrutaš király negyedik évében (ie 1304). Urban találtak egy bírósági végzést, amely a Nazi-Maruttaš (Kr. e. 1292) tizenhatodik évére datálható, és amelyben Šubši-mašrâ-šakkan a „šakin māti”, „lúGAR KUR” címet viseli, „az ország kormányzója”. Ez egy olyan rendelkezés, amely megtiltja a nád betakarítását egy bizonyos folyóból vagy csatornából.
A Ludlul bēl nēmeqi című verses mű leírja, hogyan fordult meg egy napon Šubši-mašrâ-Šakkan, egy magas rangú gazdag ember sorsa.  Amikor baljós jelek kerítették hatalmába, kivívta a király haragját, és hét udvaronc mindenféle gazságot kitervelt ellene.  Ez azt eredményezte, hogy elveszítette vagyonát, „minden vagyonomat felosztották az idegenek között”, barátok, „városom ellenségként néz rám, sőt, földem (népe) vad és ellenséges”, fizikai erő, „a testem petyhüdt, és a vérem kiapadt”, és egészsége, ahogy elmondja, hogy „mint a birka és a nyársamba nyelt”. Halálos ágyán eszméletlenül, családja már a temetését levezényelte, Urnindinluggát, a kalût, vagyis a bűbájos papot küldte el Marduk, hogy előre jelezze üdvösségét.  A munka a Mardukhoz intézett imával zárul.  A szöveg első személyben íródott, így egyesek azt feltételezik, hogy a szerző maga Šubši-mašrâ-Šakkan.  Talán csak az a bizonyosság, hogy a mű alanya, Šubši-mašrâ-Šakkan jelentős történelmi személy volt a Nazi-Maruttaš uralkodása idején, amikor a mű készült. A Ludlul bēl nēmeqi ötvennyolc fennmaradt töredékmásolata túlnyomó többsége a neoasszír és újbabiloni időszakból származik.

## Angol fordításai
- Righteous Sufferer (Ludlul bēl nēmeqi) Critical edition and translation of the text (electronic Babylonian Library).
- W.G. Lambert (1960) "The Poem of the Righteous Sufferer", Babylonian Wisdom Literature (Internet Archive)